# Lipocrea tabida
Lipocrea tabida är en spindelart som först beskrevs av Ludwig Carl Christian Koch 1872.  Lipocrea tabida ingår i släktet Lipocrea och familjen hjulspindlar. Inga underarter finns listade i Catalogue of Life.